# 한스 콘젤만
한스 콘첼만(Hans Conzelmann, 1915년 10월 27일 - 1989년 6월 20일)은 독일의 개신교 신학자이며 신약성서신학자이다. 루돌프 불트만의 제자로서 튜빙겐 대학교에서 공부를 하였다. 그는 마르부르크 대학교에서 한스 폰 소덴과 루돌프 불트만 아래서 공부하였다. 세계 2차  대전 후에 헬무트 틸리케의 조교가 되어서 튜빙겐 대학교로 옮겼다. 하이델베르크 대학교에서 1952년 박사학위를 받았고 신약신학을 강의했다. 1956년에는 취리히 대학교에서 그리고 1960년 괴팅겐 대학교에서 1978년 은퇴하였다.

## 구속사 개념
콘젤만의 주된 공헌은 그의 누가복음 연구에 있다. 누가는 예수의 죽음, 부활, 승천과 재림에 대한 기대감에서 역사 안에 계신 하나님을 보여주었으며 땅의 기독교인들은 역사를 통하여 긴여정안에서 그리스도의 제자로서 삶의 방법을 배울 필요가 있다고 강조하였다. 이 신학적 강조가 구속사(Heilsgeschichte)이다.

## 도서
- Die Mitte der Zeit: Studien zur Theologie des Lukas, 7th edition (Tübingen 1993) (translated into English as The Theology of St. Luke)
- with Andreas Lindemann, Grundriß der Theologie des Neuen Testaments, 6th edition (Tübingen 1997)
- with Andreas Lindemann, Arbeitsbuch zum Neuen Testament, 14th edition (Tübingen 2005)

## 같이 보기
- 신 해석학
- 루돌프 불트만